# Afrique occidentale allemande
L'Afrique occidentale allemande désigne les colonies allemandes d'Afrique de l'Ouest. Elles correspondent aujourd'hui au Cameroun, au Togo et à la Namibie.

## Histoire

### Namibie
Les premiers contacts européens avec ce qui allait devenir la Namibie ont débuté en janvier 1846 avec Diogo Cão, puis ont continué avec des marins et des commerçants. Toutefois pendant plusieurs siècles les installations européennes, dans la région, furent petites et temporaires. En février 1805, la London Missionary Society créa une petite mission à Blydeverwacht. Ce petit groupe se parvint pas à se développer. En 1840, la London Missionary Society transféra l'ensemble de ses activités à la Société des missions du Rhin. Parmi les premiers représentants de cette organisation, il y avait Franz Heinrich Kleinschmidt, qui arriva en octobre 1842 et Carl Hugo Hahn arrivant décembre 1842. Ils commencèrent par fonder des églises. La Société des missions du Rhin eut initialement un impact significatif sur la culture et sur la tenue vestimentaire, et plus tard sur la politique. À cette époque des agriculteurs ont aussi commencé à s'installer.
Le 16 novembre 1882 un marchand de Brême, Adolf Lüderitz, demanda la protection du Chancelier Bismarck pour s'installer dans le sud-ouest de l'Afrique. Une fois que celle-ci fut accordée, son employé Heinrich Vogelsang fonda une ville dans la région d'Angra Pequena, celle ville fut rebaptisée Lüderitz. Les revendications allemandes sur cette zone furent confirmés à la conférence de Berlin en 1885. En 1885, Lüderitz fut en butte à des difficultés financières et fut obligé de vendre ses parts dans une société privée qui deviendra plus tard la Compagnie allemande d'Afrique de l'Ouest.
Le 30 avril 1885, la Deutsche Kolonialgesellschaft für Südwest-Afrika (Société coloniale allemande de l'Afrique du Sud-Ouest) est fondée avec l'appui de banquiers allemands (von Gerson Bleichröder, Adolph von Hansemann), d'industriels (le comte Guido Henckel von Donnersmarck) et de politiciens (le maire de Francfort Johannes von Miquel). Cette société racheta l'ensemble des terrains et des droits miniers d'Adolf Lüderitz, suivant la politique de Bismark qui indiquait que les fonds publics privés étaient préférables aux fonds publics pour développer les colonies. Au cours de l'année 1885, la société développa et explora de nouveaux territoires. Le 17 avril 1886, une loi créa un système juridique pour la colonie, cette loi instaurant un système différent pour les européens et les indigènes.
Au cours des années suivantes, les relations entre les colons allemands et les autochtones s'aggravèrent. En outre, la colonie britannique de Walvis Bay ainsi que de nombreux agriculteurs et missionnaires se développèrent. Un réseau complexe de traités, accords et vendettas accrut les troubles dans la région. En 1888, un premier groupe de 20 Schutztruppen (protection de troupes) arriva pour protéger la colonie de Otjimbingwe. À la fin de l'année, le commissaire allemand Heinrich Göring fut contraint de fuir à Walvis Bay après l'échec des négociations avec une tribu locale. Dans les années 1890, après des problèmes financiers, la colonie fut déclarée colonie de la Couronne et des Schutztruppen supplémentaires furent envoyés dans la région.